# Lagosanto
Lagosanto är en ort och kommun i provinsen Ferrara i regionen Emilia-Romagna i Italien. Kommunen hade 4 842 invånare (2018). I centrala Lagosanto, kring torgen, finns kommunhuset, restauranger, butiker, barer och bostäder. Många bor där men även lantligt utanför tätorten, exempelvis i Marozzo, där det finns en vattenpumpstation från 1870-talet.
Denna pumpstation, som kallas för "idrovoro", användes för att tömma sumpmarkerna på vatten och göra jorden odlingsbar. Den ursprungliga anläggningen drevs av ånga och spelade en viktig roll i utvecklingen av hela området. Idag har byggnaden blivit ett litet museum, där man kan lära sig mer om hur landskapet förändrats genom tiderna.
Strax intill ligger en ny, modern pumpstation som togs i drift 1986 och ersatte den gamla. 